# Autovia

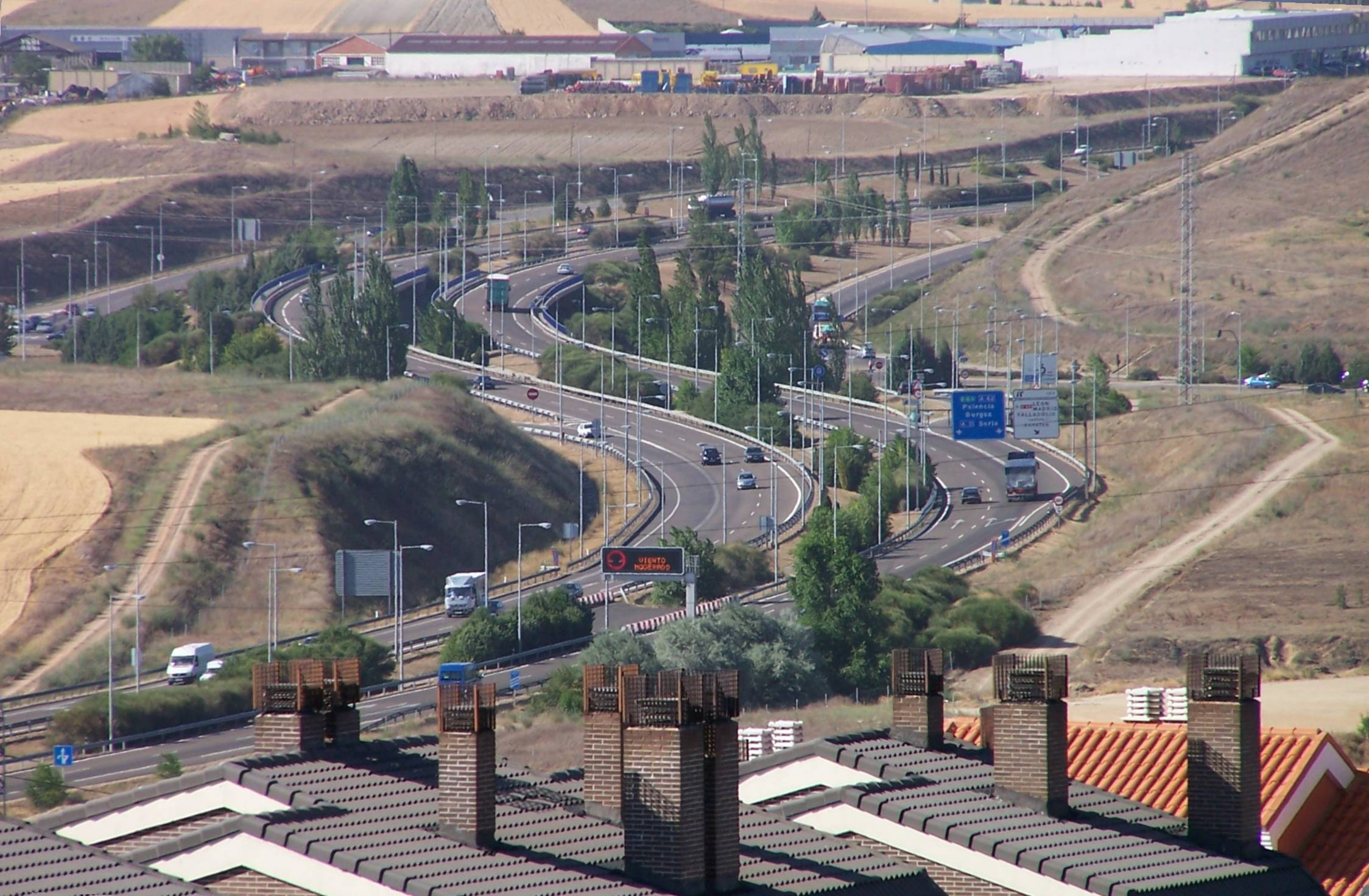
Fotografia de l'Autovia de Castella, A-62 de la carretera N-620 (Burgos-Portugal), on es veuen els elements característics.

Una autovia és una via de domini i ús públic projectada i construïda fonamentalment per a la circulació de vehicles automòbils.
Són autovies, a Espanya, les carreteres que, no reunint tots els requisits de les autopistes, tenen les següents característiques:
- Calçades independents per a cada sentit de circulació.
- Es limita l'accés a i des de les propietats adjacents.
- No poden creuar ni ser creuades al mateix nivell per altres vies, línies de ferrocarril o tramvia ni per cap servitud de pas.

L'autovia és una obra civil d'origen espanyol amb algunes característiques similars a les de les autopistes però sense tenir totes les d'aquelles.
Les primeres autovies, fins als anys 70 del segle xx, tenien encreuaments a nivell i en alguns llocs només tenien un carril per a cada sentit tot i que ja tenien una mitjana. La definició actual d'autovia prové de l'any 1988, any en què es va modificar la Llei de Carreteres espanyola.
A l'Argentina és qualsevol carretera de carrils separats que pot tenir encreuaments al mateix nivell. Si els encreuaments són tots a diferent nivell, se les anomena autopista.

## Descripció
La diferència fonamental entre autovia i autopista, a Espanya, és que aquesta última està especialment projectada, construïda i senyalitzada per a l'exclusiva circulació d'automòbils. En aquest sentit, un automòbil és un vehicle de motor que circula sense rails i sense connexió a una font exterior d'energia, excloent-se de tal qualificació els ciclomotors, cotxes de minusvàlids i els tractors i altra maquinària agrícola que, per tant, al costat dels cicles, tenen prohibit circular per les autopistes.
Les autovies actuals, denominades de tercera generació, disposen també de restriccions a aquells vehicles igual que les autopistes (sense necessitat de senyalitzar-ho), tot i que la norma es pot tornar no aplicable si aquests vehicles no disposen d'una alternativa pavimentada. L'excepció són els animals de càrrega i els tractors, que poden circular per camins de servei. D'igual manera, si no hi ha d'aquests, hauran de circular, per força, per l'autovia.

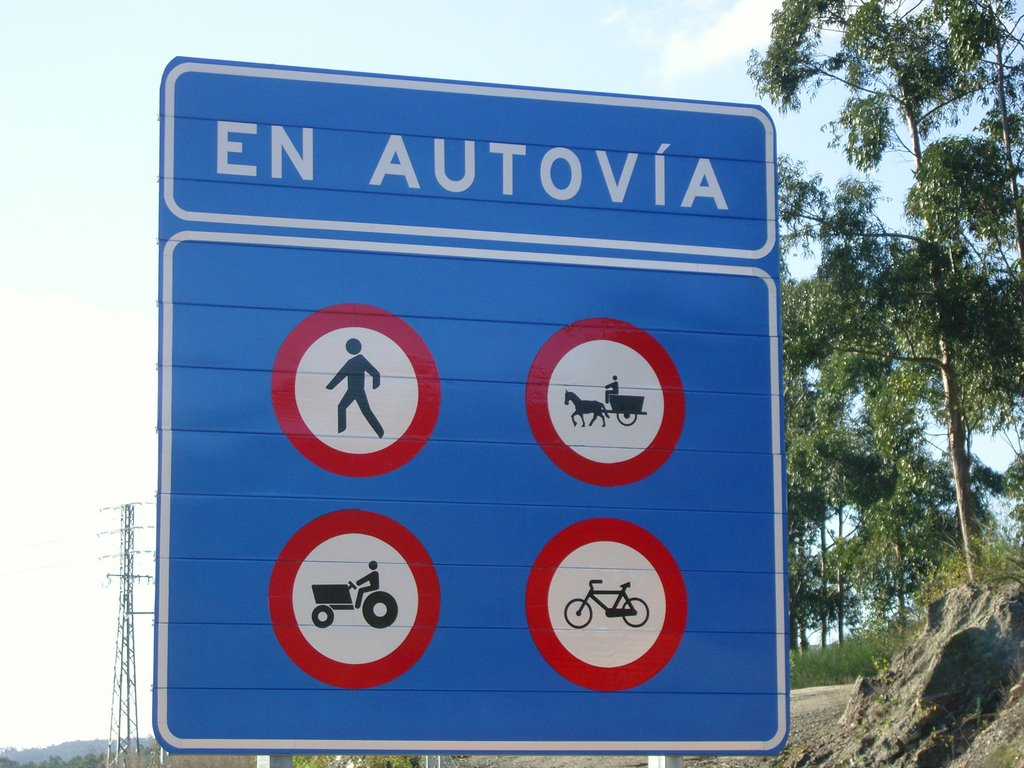
Cartell d'entrada a les últimes autovies restringint determinades categories de vehicles.

A Espanya, la Llei de Carreteres de 1988 va modificar la definició d'autovia vigent fins al moment, substituint-la per la històrica, en modificar l'antiga Llei de 1974, que d'aquest tipus o similar, només albergava la d'autopista, per així afegir-la a la nova Llei de 1988, a fi de possibilitar la conversió de les nacionals radials (N-I a N-VI) mitjançant una duplicació simple de calçades i variants a les poblacions. Per a això s'havia de ser més flexible amb el traçat resultant i aquesta infraestructura hauria de ser utilitzada no només pels automòbils, sinó també pels vehicles que expressament estan exclosos a les autopistes. Això és a causa que, en duplicar-se les carreteres radials sense via alternativa, no podia prohibir-se la seva circulació. En l'actualitat això se segueix preveient en la construcció de noves autovies, cosa que fa que difereixin en aquest aspecte de les autopistes.
Aquestes grans limitacions que es van imposar a les autovies per poder duplicar les carreteres radials han anat superant-se amb el pas del temps i actualment les característiques de traçat de les noves autovies projectades les fa visualment molt semblants a les autopistes.

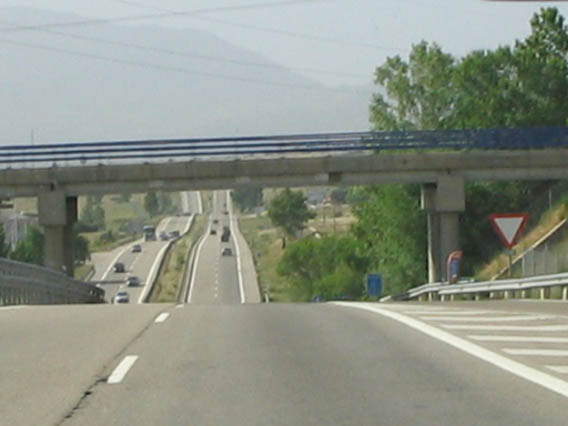
Autovia Madrid-Burgos a Madrid, exemple d'autovia de primera generació (duplicació simple de calçades).

Les limitacions de velocitat a les autovies i autopistes es determina d'acord amb la legislació vigent. A Espanya la velocitat màxima i genèrica és de 120 km/h en l'actualitat i, com a criteri general, podent-se limitar per qüestions de seguretat en determinats trams. Aquesta reducció de velocitat màxima pot afectar tant a autopistes com a autovies. També en tots dos tipus de via els mínims de velocitat estan fixats en la meitat de la velocitat genèrica, és a dir, 60 km/h. Tot vehicle que no aconsegueixi aquesta velocitat mínima exigida haurà de circular amb els llums d'emergència engegats i deixar la via per la sortida més propera.
En els últim anys s'han anat incorporant senyalitzacions que indiquen els trams de concentració d'accidents per tal d'informar i conscienciar els conductors sobre aquests punts negres i perquè extremin la precaució. Això no vol dir, necessàriament, que aquests la velocitat en aquests llocs perillosos sigui diferent de la genèrica de la via. En alguns casos és simplement un avís de seguretat.
El peatge no és un criteri determinant a l'hora de classificar una via com a autopista o autovia. Si bé és cert que cap autovia és de peatge, no totes les autopistes en tenen, de peatges. A Espanya, fins a l'any 2003, l'identificador blau, "A-X", era exclusiu d'autopistes, ja fossin o no de peatge. Aquell, però, es va modificar, i el nom genèric de la via "A-X" es va estendre també a les autovies que, fins llavors, mantenien l'identificador oficial de la ruta que tenien abans de ser desdoblades. Això fa que amb aquesta nomenclatura només no es pugui diferenciar una autovia d'una autopista. Ben al contrari, l'identificador "AP-X" sí que és exclusiu de les autopistes ja que indica que és una via de peatge. Fins aquell anys no hi havia distinció en el nom entre les vies de peatge i les que no en tenen.

Moltes vegades, a la pràctica, les millores en les autovies han portat a que els usuaris no trobin cap mena de diferència entre les autovies d'última generació i les autopistes públiques.

## Elements característics

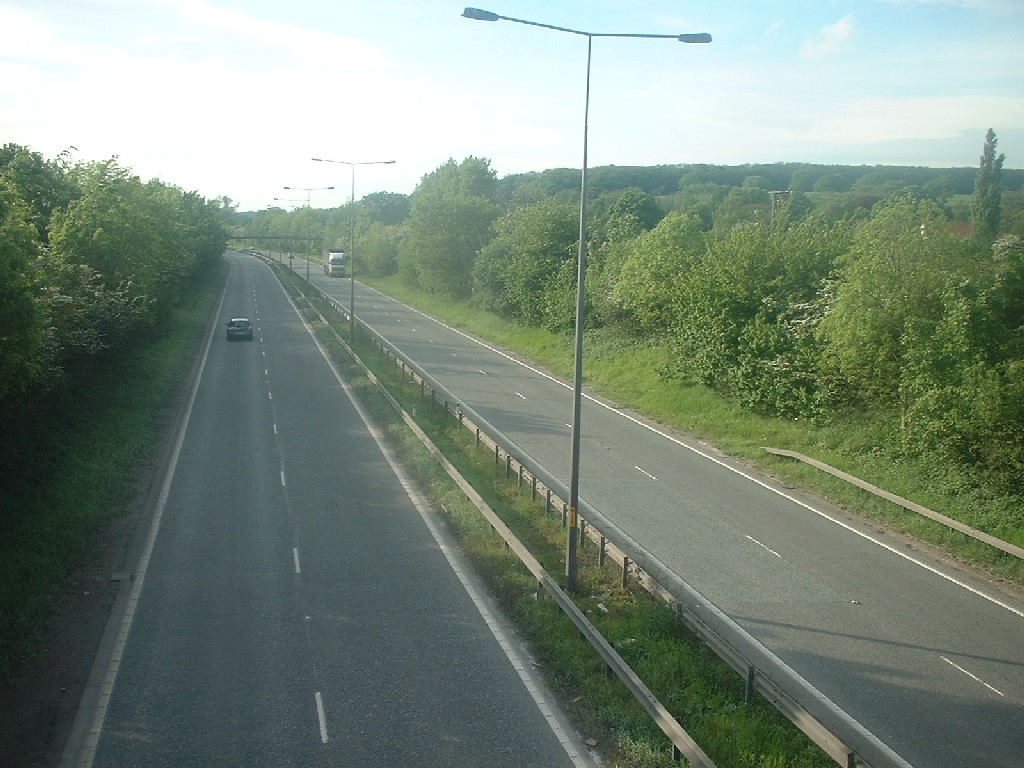
Dual carriageway A63 del Regne Unit al seu pas per Kingston upon Hull, és una carretera de doble carril i no seria, tècnicament parlant, una autovia, però és el més semblant al Regne Unit.

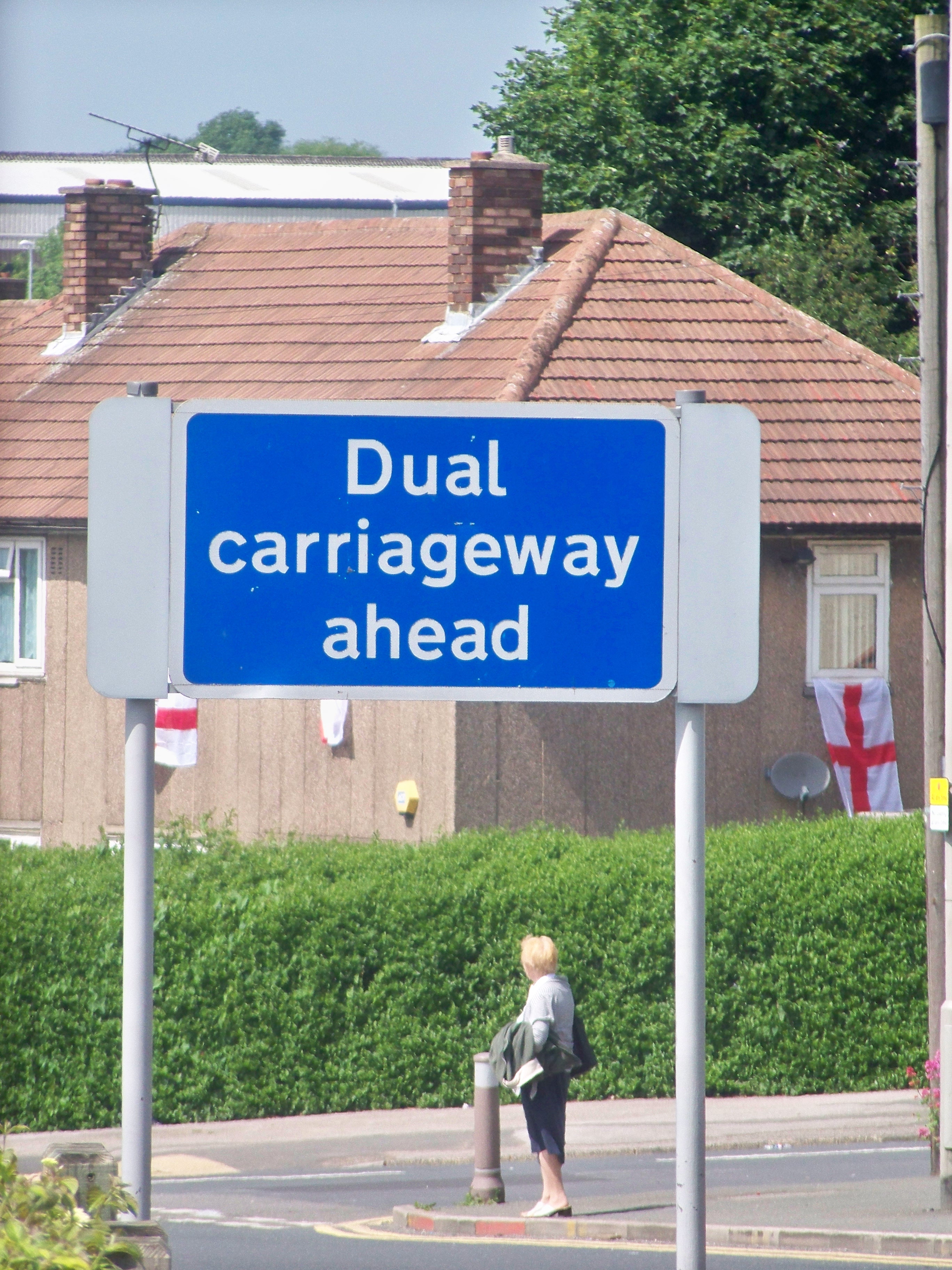
Una via de doble carril senyalitzada a Seacroft, Leeds.

- Dos carrils per sentit i accessos limitats de les propietats adjacents. L'accés d'aquestes a les autovies es fa pels enllaços mitjançant camins o vies de servei.
- Àrees de descans, per facilitar-ho, ja que es recomana cada 300 km o 2 hores, en ells pot haver-hi serveis, o zones infantils.
- Obertures a la mitjana, normalment tancades, que s'obren en cas de necessitat (tall d'un sentit o congestió per fer un carril en sentit contrari a l'habitual) per permetre el pas de vehicles per l'altre sentit.
- Branques d'entrada i sortida. Els accessos en els enllaços o des d'elements funcionals de les autovies al seu tronc es fa mitjançant carrils d'acceleració i desacceleració. Si un carril d'entrada i un altre de sortida estan molt propers s'uneixen per facilitar les maniobres, tot i que és un punt més perillós ja que algunes trajectòries s'entrecreuen. Habitualment, les autovies no tenen limitació respecte al nombre d'enllaços i les autopistes, al contrari, solen tenir aquesta característica.
- Enllaç en trèvol, aquest tipus d'enllaç es construeix quan es creuen dues autovies de forma perpendicular.

## Preu
A Espanya, s'estima que el preu mitjà d'un quilòmetre d'autovia és de 6,2 milions d'euros l'any2013 per 11 de les autopistes; no obstant això, dependrà del nombre d'obres de fàbrica, de les característiques de l'obra necessària, l'orografia, etc. que poden contribuir al fet que aquesta xifra variï molt.